# Elke Wiswedel

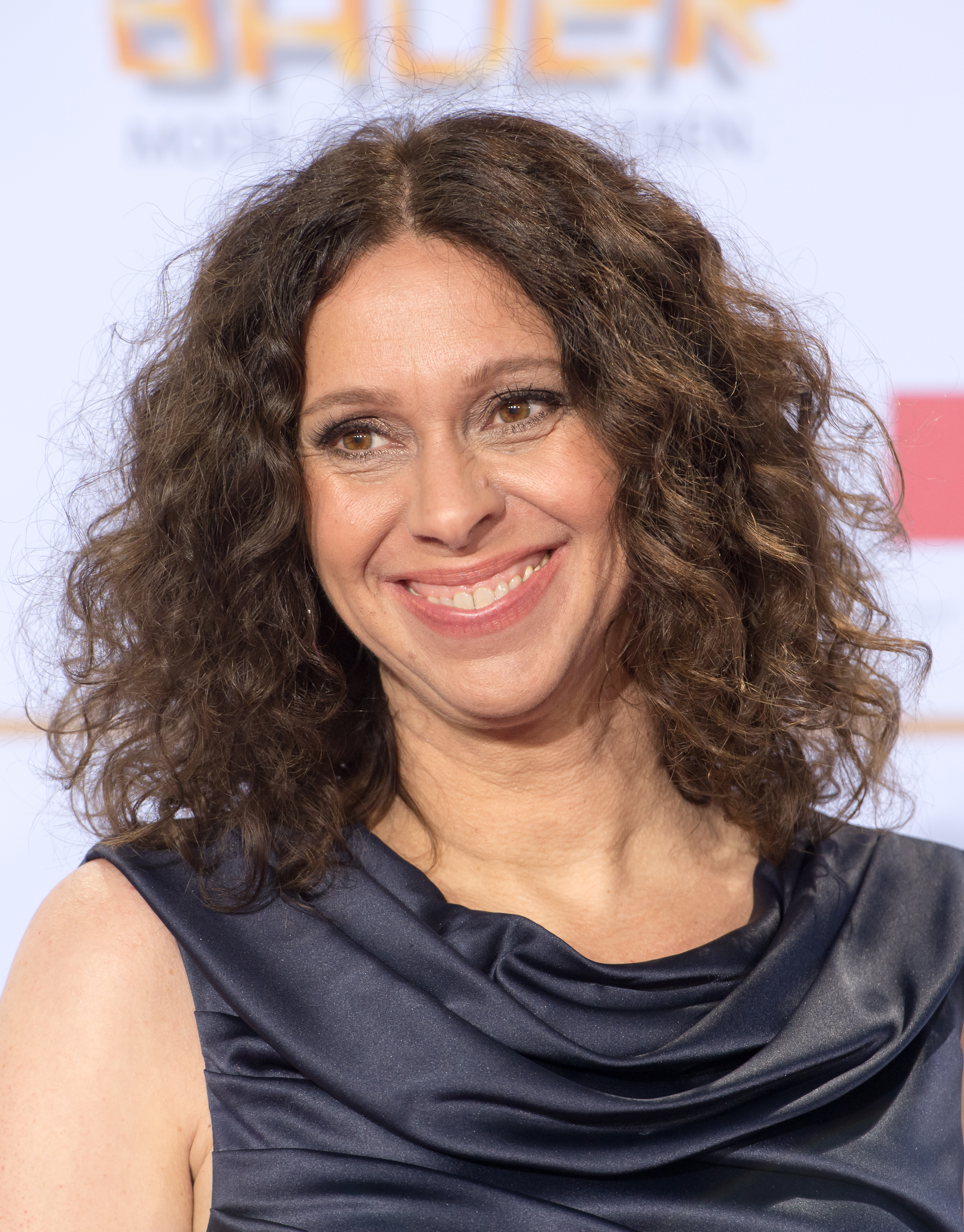
Elke Wiswedel beim Deutschen Radiopreis, Hamburg 2016

Elke Wiswedel (* 3. Mai 1971 in Ründeroth, Nordrhein-Westfalen) ist eine deutsche Hörfunkmoderatorin. Sie ist bei NDR 2 zu hören.

## Leben und Arbeit
Wiswedel wuchs in Ründeroth im Bergischen Land auf. Während ihres Studiums der Kommunikationswissenschaften arbeitete sie bereits als Reporterin und Moderatorin beim privaten Lokalsender Radio Essen, danach wechselte sie zu radio ffn nach Niedersachsen. Im Jahr 1999 begann Wiswedel, für den Norddeutschen Rundfunk zu
moderieren, zunächst zwei Jahre bei der Jugendwelle N-Joy und seit April 2001 bei NDR 2. Dort moderierte sie die Morgensendung zunächst zusammen mit Jan Malte Andresen, dann mit Jens Mahrhold und danach mit Holger Ponik, bis sie im März 2007 in Mutterschutz ging. Nach ihrer Rückkehr war sie hauptsächlich im NDR 2 Nachmittag (meist im wöchentlichen Wechsel mit Hinnerk Baumgarten) zu hören, in unregelmäßigen Abständen moderierte sie auch vertretungsweise wieder den NDR 2 Morgen mit. Von September 2016 bis Dezember 2019 moderierte sie dann fest unter der Woche zusammen mit Jens Mahrhold die Sendung Wiswedel & Mahrhold – Der NDR 2 Nachmittag. Seit Januar 2020 moderiert sie mit Jens Mahrhold werktags die Morgensendung Der NDR 2 Morgen mit Elke und Jens.  
Elke Wiswedel kommentierte zusammen mit Horst Hoof (damals Radio Hamburg, jetzt NDR 1 Welle Nord) die Verleihung des Deutschen Radiopreises 2015.